# ソシ駅
ソシ駅（ソシえき、朝鮮語: 서시역）は、朝鮮民主主義人民共和国平安南道文徳郡にある駅で、安州炭鉱線と清南線に属する。 

## 隣の駅
安州炭鉱線
平南西湖駅 - ソシ駅 - 和豊駅
清南線
三川浦駅 - ソシ駅